# Maria Thins
Maria Thins (c. 1593- 27 de diciembre de 1680) fue la suegra de Johannes Vermeer y miembro de la familia Gouda Thins.

## Biografía
Maria nació en Gouda. En 1622 se casó con Reynier Bolnes, un prominente y próspero ladrillero. En 1635 el matrimonio se deterioró; su hermana la encontró llorando en la cama después de que su marido la hubiera golpeado. La pareja se mudó a otra casa, donde Wouter Crabeth había vivido. Ahí Bolnes cenaba en la habitación de enfrente con su hijo, mientras se negaba a hablar con ella y dormía en una habitación del piso de arriba. En una ocasión su hija Cornelia fue encerrada por su padre y, en 1641, Maria Thins decidió mudarse a Delft, donde su hermano vivía. Su marido se negó a divorciarse de ella, pero en 1649 recibió una considerable suma de dinero de él.
Su hija Cornelia murió en 1643. En 1653, su hija Catharina se casó con Johannes Vermeer en Schipluiden, pero no se sabe exactamente cuando, la pareja se mudó a la casa más amplia de Oude Langendijk. Vermeer tenía su taller en la parte frontal de la segunda planta.

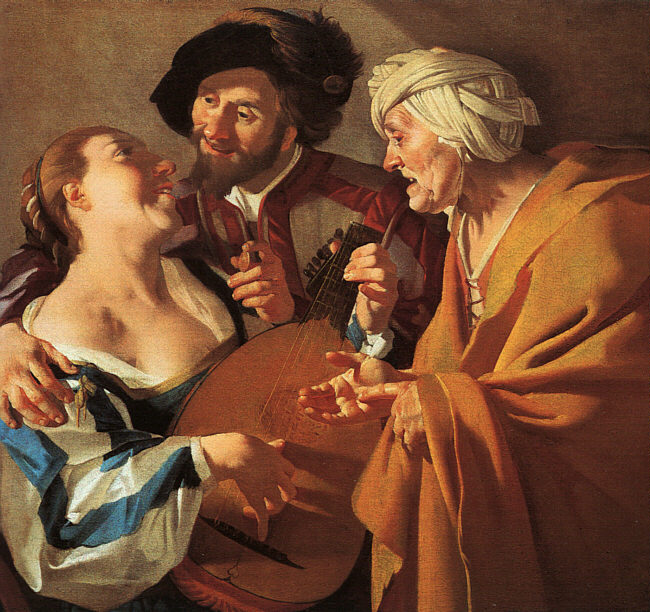
Dirck van Baburen, La alcahueta, 1622, óleo sobre lienzo, Museo de Bellas Artes de Boston. La pintura era propiedad de Maria Thins, la suegra de Johannes Vermeer, quien la usó como modelo en dos de sus propios cuadros.

Maria Thins al parecer jugó un papel importante en su vida. Ella era devota de la orden de los jesuitas en la cercana iglesia católica, y esto parece haber influido también a Johannes y a Catharina. Su tercer hijo se llamó Ignacio por el nombre del fundador de la Orden de los Jesuitas. No se sabe si los niños fueron bautizados en la iglesia católica, porque los registros bautismales de ese periodo ya no existen.
En 1664 su hijo Guillermo, licenciado sin empleo, fue encerrado en una institución después de una discusión con su madre y tras atacar a su hermana embarazada con un palo. En 1665 Maria Thins recibió las propiedades de su hijo. No estuvo obligada a reducir su parte al mínimo legal, aunque mencionó que la había estado insultando desde su juventud.
En 1672 Maria Thins pasó por dificultades financieras: sus terrenos cerca de Schoonhoven fueron inundados para evitar que el ejército francés cruzara la Línea de agua holandesa. En 1675 Vermeer se embarcó en varios viajes de negocios para su suegra, la primera en Gouda, cuando su marido ya había muerto, y luego a Ámsterdam. Allí Vermeer tomó prestado dinero de forma fraudulenta usando su nombre. Poco después Vermeer sufrió lo que se conoce como un "frenesí", en palabras de su esposa, del que murió. Ella atribuyó esto a la tensión causada por todas sus dificultades financieras. Después de la muerte de Vermeer, Maria Thins afirmó que ella utilizó sus ingresos para ayudar a apoyar al empobrecido pintor y su creciente familia. Por su ayuda recibió El arte de la pintura, una de los mejores y más misteriosas pinturas de la historia del arte occidental. En 1676 vivía en La Haya, pero se mudó de vuelta a Delft, donde, después de su muerte, fue enterrada en la iglesia protestante, el 27 de diciembre de 1680, junto a Vermeer y su hijo Guillermo. El registro de su entierro dice que murió como la viuda de Rijnier Bolnes. Su hija Catharina se trasladó a Breda. Catharina Bollenes (Bolnes) recibió la sagrada unción, de acuerdo a los registros de la parroquia católica de San José, antes de ser enterrada el 30 de diciembre de 1687.